# Dasysyrphus amalopsis
Dasysyrphus amalopsis là một loài ruồi trong họ Ruồi giả ong (Syrphidae). Loài này được Osten Sacken mô tả khoa học đầu tiên năm 1875. Dasysyrphus amalopsis phân bố ở miền Tân bắc